# 레고랜드

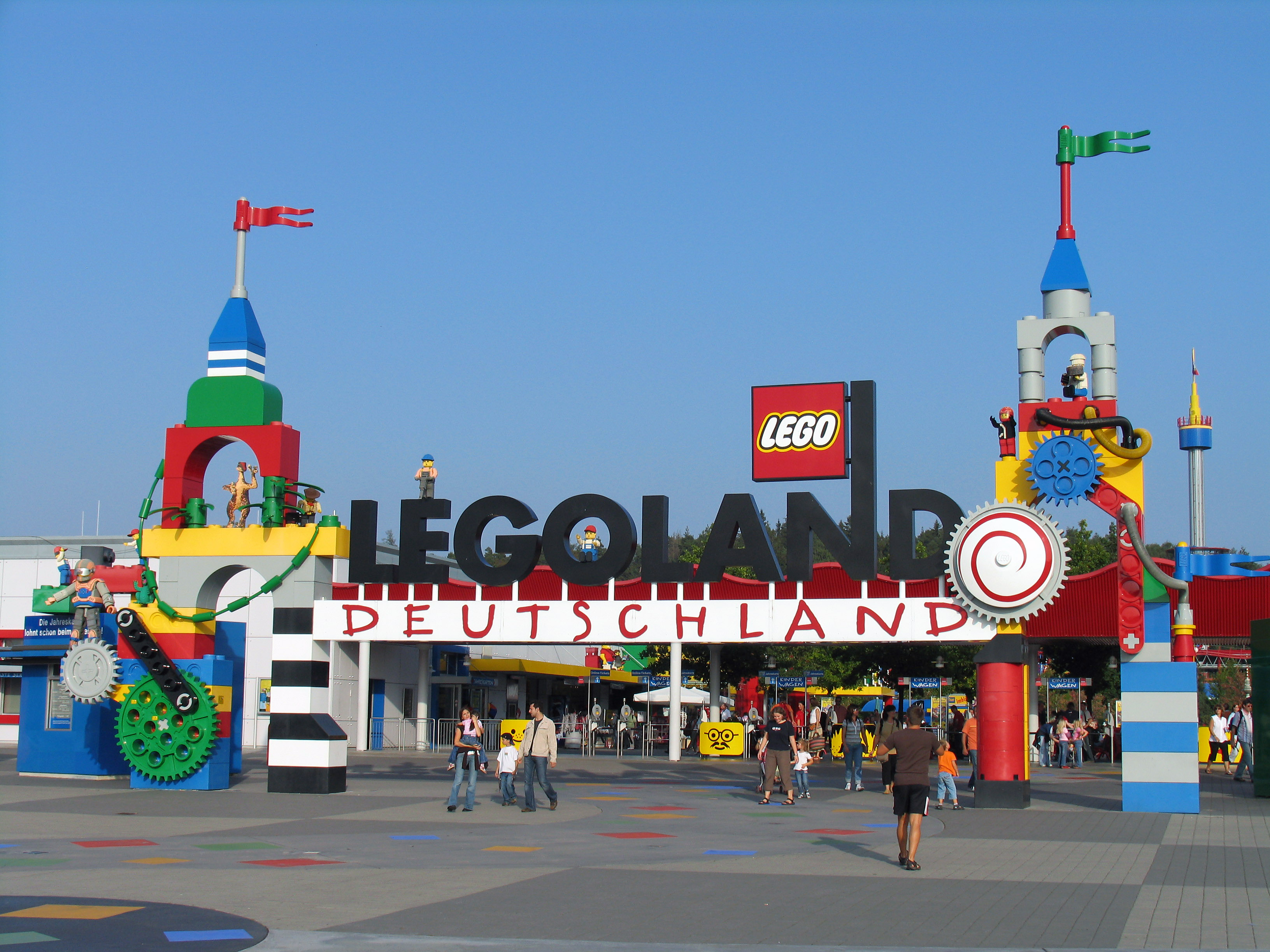
레고랜드 도이칠란트

레고랜드(Legoland)는 덴마크의 레고를 대표하는 놀이공원이며 테마파크다. 특히 3~12세의 어린이와 그 가족을 위한 놀이와 교육을 겸한 시설로 설계·건설되었다. 덴마크의 레고 그룹에서 가지고 있다가, 블랙스톤 그룹으로 매각되었다. 레고 그룹은 30%의 지분 및 주주의결권을 소유하도록 계약되어 있다.

## 역사
1960년대 레고의 발명자이자 회사 사장이던 올레 키르크 크리스티안센은, 레고공장을 돌아다닐 때면 레고로 만들어진 훌륭한 작품들을 보곤 했다. 올레의 사망 이후 아들 고트프레드 키르크 크리스티안센이 회사를 물려받았다, 레고 작품에 감탄한 그 역시 자기의 공장 밖에 유리관을 설치해 그 안에 굉장한 레고 작품들을 배치해 놓았는데, 2만 명 이상 되는 사람들이 그곳을 구경하러 오면서 레고랜드의 아이디어가 시작되었다. 고트프리드는 원래 이런 레고 작품들을 보여줄 수 있는 작은 정원을 계획하고는 있었지만, 나중에 실제로 건설을 진행하면서부터는 아이디어가 발전되면서 원래 계획 보다 훨씬 큰 놀이공원으로 방향이 바뀌었다. 개업 전에 놀이공원의 이름을 지어주기 위한 공모전이 있었는데 결국 놀이공원의 이름은 레고랜드로 결정되었다.
1968년 6월, 덴마크의 빌룬에서 세계 최초의 레고랜드가 완공되어 개업하였다. 정원뿐만 아니라 레고를 바탕으로 만들어진 놀이터와 놀이기구들도 건설하여 아예 놀이 공원을 만들었다. 크기는 총 9에이커(11,016평)였다 (현재는 더욱 연장하여 약 2배 정도 더 커짐). 회사 측에서는 예상을 뛰어넘은 약 62만 5천 명의 관객들이 이 곳을 방문했다며, 대성공으로 평가했다.
1996년 덴마크 이외의 최초의 국제 레고랜드가 영국의 윈저에 생겼다. 유럽 밖에서는 1999년에 미국의 칼스배드에서, 2012년 아시아에서는 말레이시아에서 처음으로 개업하였다.
2005년, 레고 회사가 레고랜드의 지분을 블랙스톤 그룹한테 대부분 팔았다. 멀린 엔터테인먼트(Merlin Entertainments) 또한 레고랜드의 소유권을 가지고 있다.

### 대한민국과의 관계
그 당시 레고랜드를 운영하는 회사인 레고는 1996년부터 대한민국에 진출할 계획이 있었다고 한다. 경기도 이천시로 계획을 하고 있었지만, 수도권 건설 규제로 계획이 백지화되었다. 2008년에는 강원도 춘천에 짓는 아이디어를 처음으로 발표하여 위치를 중도로 추천했지만, 선사시대와 고조선 유물들의 발굴 등 여러 가지 문제로 다시 한 번 무산될 위기에 처했다. 2015년에 개업할 예정이었던 레고랜드 코리아 리조트는 유물 발굴을 위해 7년을 연기하여, 2022년 5월에 개업할 것이라고 2013년 6월에 발표했다. 완공될 경우 영국 윈저에 있는 레고랜드보다 2배 이상 더 커 세계에서 제일 큰 레고랜드가 될 예정이다. 2022년 4월 2일 시범 개장을 마친 후, 동년 5월 5일 어린이날에 레고랜드 코리아 리조트를 개장했다.

## 지점
| 사진             | 이름                                                                                                 | 위치                            | 개장 날짜        | 크기         | 설명 |
| ---------------- | --- | ------------------------------- | ---------------- | ------------ | --- |
|                  | 레고랜드 빌룬 (Legoland Billund)                                                                     | 덴마크 빌룬                     | 1968년 6월       | 140,000 m2   | 세계 최초이며 유일한 본사와 같은 국가에서 개장한 레고랜드이다. 다른 레고랜드들이 이 지점과 비슷하게 따라 지었다고 하며, 레고 본사 공장 옆에 지어진 것이 특징이다. 세계에서 제일 작은 레고랜드이지만, 덴마크에서 3대 중요 관람지로 뽑혔으며 건설하는 데 레고 블록을 5천 8백만 개 이상 사용되었다고 한다. 빌룬드 공항에서 불과 3km 떨어져 있어 쉽게 접근할 수 있어 접근성이 뛰어나다. 첫날에는 3,000명, 첫년에는 625,000명, 그리고 현재는 매년에 125만 명이 방문한다. |
|                  | 레고랜드 윈저 (Legoland Windsor)                                                                     | 영국 원저                       | 1996년 3월       | 607,000 m2   | 세계에서 두 번째로 개장한 레고랜드이며, 현재 세계의 가장 큰 레고랜드다. 그러나 2019년, 대한민국 춘천에 레고랜드 코리아가 건설되면서 2등으로 밀려날 것이다. 레고의 본국인 덴마크 외 다른 나라에 개장한 최초의 레고랜드이다. 놀이기구가 55종류 이상 있으며, 관람객수는 1년에 200만 명 이상이다. 2009년 기준으로 레고랜드 윈저는 영국에서 세 번째로 제일 인기 있는 놀이공원이었다. |
|                  | 레고랜드 캘리포니아 리조트 (Legoland California)                                                     | 미국 칼즈배드                   | 1999년 3월       | 518,000 m2   | 세계에서 세 번째로 개장한 레고랜드며, 유럽 외 국가 최초, 북아메리카에 최초로 지어진 레고랜드다. 관광객들은 143만 명 이상이며, 놀이기구들이 60개 이상 있다. 레고랜드 캘리포니아는 남가주인 칼즈배드 지역에 지어졌지만, 인근에 캘리포니아의 대도시들인 로스엔젤레스와 샌디에고가 위치하여 많은 사람들이 그 지역의 관광지라고 생각한다. |
|                  | 레고랜드 도이칠란드 Legoland Deutschland                                                             | 독일 귄츠부르크                 | 2002년 5월       | 433,000 m2   | 세계에서 네 번째로 개장한 레고랜드. 독일에서 제일 인기있는 놀이 공원 4위를 차지했다. 원래 독일에는 예전에 지어졌던 레고랜드 셰르크스도르프가 있었지만 1976년, 문을 닫아 독일을 26년 동안 떠났다. 90년대에 레고가 레고랜드를 세계적 확장을 해야겠다라는 목표로 독일의 시장에 다시 선보여 2002년에 셰르크스도르프와 거리가 먼 독일 남쪽 귄츠부르크에다 열었다. 레고랜드 귄츠부르크에는 매년 100만 명이 찾아온다고 한다. |
|                  | 레고랜드 플로리다 (Legoland Florida)                                                                 | 미국 윈터 헤이븐                | 2011년 11월      | 603,000 m2   | 세계에서 다섯 번째 개장한 레고랜드이자 미국에 두 번째로 세워진 레고랜드이며, 면적은 레고랜드 윈저를 이어 두 번째로 큰 레고랜드다 (2017년 레고랜드 코리아가 개장하면 3위로 하락할 예정). 현재 레고랜드 플로리다의 자리에 다른 놀이 공원이 있었다. 1936년 사이프레스 가든 (Cypress Garden)이라는 공원이 개장했으며, 플로리다 주의 첫 번째 로이 공원이었다고 한다. 2009년 사이프레스 가든은 레고랜드로 바뀌었지만, 현재 사이프레스 가든은 레고랜드 플로리다의 한 부분이 되었다. 레고랜드 플로리다는 다른 레고랜드와 비교했을 때 건축 시간이 제일 짧았다고 하며, 1년 만에 완성하여 개장하였다. |
|                  | 레고랜드 말레이시아 (Legoland Malaysia)                                                              | 말레이시아 누사자야             | 2012년 9월 15일  | 308,000 m2   | 세계에서 여섯 번째로 개장한 레고랜드. 아시아와 동양 최초의 레고랜드이다. 건설하는데 총 2,200억 원이, 레고랜드 호텔을 짓는 데 총 570억 원이 들었다고 한다. 세계에서 유일하게 워터파크가 있는 레고랜드이다. 개장 첫 해에 150만 명의 관람객과 100억 원 이상의 수익을 목표로 정했다. |
|                  | 레고랜드 두바이 (Legoland Dubai)                                                                     | 아랍에미리트 두바이             | 2016년 10월 31일 | 279,000 m2   | 세계에서 일곱 번째로 개장한 레고랜드며 중동 최초의 레고랜드. 놀이 기구는 총 40개 이상이 될 것이며, 건물과 동상들을 만드기 위해 사용될 레고 조각들은 총 5천 8백만 블록 이상 될 것이다. Dubai Parks & Resorts Project로 기획된 3개의 놀이공원 중 하나이며, 매년 670만 명의 관광객들이 올 것이라고 예상하고 있다. 원래 2011년에 준공될 예정이었지만, 자금 문제로 인하여 2016년으로 미뤄졌으며, 결국 아시아의 최초 레고랜드 타이틀을 말레이시아에 넘겨주었다. |
|                  | 레고랜드 재팬 (Legoland Japan)                                                                       | 일본 아이치현 나고야시 미나토구 | 2017년 4월 1일   | 130,000 m2   | 세계에서 여덟번째로 개장 예정인 레고랜드이며, 동아시아의 최초 레고랜드가 될 것이다. 310조 원 이상의 자금으로 나고야의 항구에 지어진다고 한다. 1단계로 90,000 m2규모가 2017년에 준공되며, 2단계로 40,000 m2규모가 2021년에 준공될 예정이다. 일본의 레고랜드는 덴마크의 빌룬 지점보다 10,000 m2 만큼 작으며, 개장하면 세계에서 제일 작은 레고랜드가 될 것이다. 원래 2015년에 개업할 예정이었지만, 자금 문제로 인하여 2년이나 지연되었다. |
|                  | 레고 랜드 워터 파크 가든 가르달란드 보관됨 2020-05-15 - 웨이백 머신 (LEGOLAND® Water Park Gardaland) | 이탈리아 가르달란드             | 2021년 여름      |              | |
|                  | 레고랜드 뉴욕 (Legoland New York)                                                                    | 미국 뉴욕                       | 2021년 9월       | 1,500,000 m2 | 2018년 착공하여 2020년 7월 개장 예정이었으나 코로나19로 2021년으로 연기(세계에서 열 번째이며, 미국의 세 번째 개장 예정인 레고 랜드) |
|                  | 레고랜드 코리아 (Legoland Korea)                                                                     | 대한민국 춘천                   | 2022년 5월 5일   | 1,300,000 m2 | 세계에서 열한번째로 개장한 레고랜드이며 동아시아에서는 레고랜드 재팬에 이어 두 번째로 개장한 레고랜드이다. 원래 2015년에 개업할 예정이었지만, 출토된 유물문제와 환경문제로 인하여 2년이나 지연되었다. 2023년 기준으로 세계에서 가장 큰 레고랜드이며 레고랜드 윈저보다 2배 이상 큰 면적을 자랑한다. 그러나 매장문화재 발굴조사에서 수 많은 선사시대와 고조선 유물들이 발견되어, 보존을 이유로 일부 환경단체들이 레고랜드 개발을 반대하고 있다. 레고랜드 코리아는 일자리 총 9,800여개를 창출할 것이고, 220만 명 이상 관광객과 4,400억원의 수익을 낼 것이며 막대한 양의 지방세를 걷을 수 있을 것이라고 한다. 2019년 3월에 기공식을 했고 2019년 5월에 본격적인 공사를 시작했고 2022년 5월 5일 어린이날 개장했다. |
|                  | 레고랜드 상하이 (Legoland Shanghai)                                                                  | 중국 상하이                     | 2025년 7월 5일   |              | 2021년 11월 17일에 착공에 들어갔고 2025년 7월 5일 개장했다. |
| 건설 예정인 지점 | |                                 |                  |              | |
|                  | 레고랜드 쓰촨                                                                                        | 중국 쓰촨                       | 2026년           |              | 2020년 6월 8일에 착공에 들어갔으며 현재는 공사중이다. |
|                  | 레고랜드 선전                                                                                        | 중국 선전                       | 2027년           |              | 2021년 8월 26일 착공에 들어갔으며 현재는 공사중이다. |
|                  | 레고랜드 베이징                                                                                      | 중국 베이징                     | 2028년           |              | |

### 운영 중단된 레고랜드 지점들
- 독일의 레고랜드 셰르크스도르프 (Legoland Sierksdorf)

독일 북부에 있는 도시, 셰르크스도르프에 있었던 레고랜드는 1973년부터 1976년까지 총 3년이라는 짧은 기간만 운영하였다. 세계에서 두 번째로 개장한 레고랜드였으며, 레고와 다른 독일의 공원회사가 같이 협동하여 만들었다. 그러나 3년 후 레고와 같이 협동한 독일의 공원회사가 레고와 다른 식으로 공원을 운영하고 싶다고 했지만 레고랜드 셰르크스도르프의 미래에 대한 생각이 달랐다. 이로 인해 레고는 레고랜드 셰르크스도르프를 철수하였다. 한편 같이 협동했던 공원회사는 테마파크의 이름을 바꾸고 놀이기구들을 개선하여, 하사랜드 (Hasaland), 훗날 한사 공원 (Hansa Park)이라고 이름을 바꾸었다. 현재까지 운영중이며, 26년 후인 2002년에 레고가 다시 독일의 테마파크사업에 뛰어들어 레고랜드 도이칠란드 (Legoland Deutschland)를 개장했다. 한 네덜란드의 신문에서 레고랜드 셰르크스도프는 '작은' 레고랜드라고 했으며, 빌룬드 지점보다 면적이 작았다. 따라서 레고회사가 지은 제일 작은 레고랜드였다.

## 주요 흥미거리
밑 목록은 레고랜드 2곳 이상에 있는 테마들이다. 레고랜드 한 지점에만 있는 것들은 안 되어 있다:
| 설명                                                                          | 빌룬드 | 윈저 | 캘리포니아 | 도이칠란드 | 플로리다 | 말레이시아 | 두바이 | 일본(나고야) | 춘천 | 중국 |
| ----------------------------------------------------------------------------- | ------ | ---- | ---------- | ---------- | -------- | ---------- | ------ | ------------ | ---- | ---- |
| 미니랜드 Miniland                                                             | ◯      | ◯    | ◯          | ◯          | ◯        | ◯          | ◯      | ◯            | ◯    |      |
| 상상력 존 Imagination Zone                                                    | ◯      | ◯    | ◯          | ◯          | ◯        | ◯          | ◯      | Ｘ           | Ｘ   |      |
| 어드벤쳐 랜드 Adventure Land                                                  | ◯      | ◯    | ◯          | ◯          | ◯        | ◯          | ◯      | ◯            | Ｘ   |      |
| 레고 도시/ 레고레도 도시 Lego City/ Legoredo City                             | ◯      | ◯    | Ｘ         | ◯          | ◯        | ◯          | ◯      | ◯            | ◯    |      |
| 듀플로 도시/ 듀플로 마을/ 듀플로 밸리 Duplo City/ Duplo Village/ Duplo Valley | ◯      | ◯    | ◯          | Ｘ         | ◯        | Ｘ         | Ｘ     | Ｘ           | Ｘ   |      |
| 나이츠 킹덤 Knights Kingdom                                                   | ◯      | ◯    | Ｘ         | ◯          | Ｘ       | Ｘ         | ◯      | ◯            | Ｘ   |      |
| 해적랜드/ 해적해변 Pirate Land/ Pirate Shore                                  | Ｘ     | ◯    | Ｘ         | ◯          | Ｘ       | ◯          | ◯      | ◯            | ◯    |      |
| 레고랜드 물놀이공원 Legoland Water Park                                       | Ｘ     | Ｘ   | ◯          | Ｘ         | ◯        | ◯          | ◯      | Ｘ           | Ｘ   |      |
| 레고 테크닉 Lego Technic                                                      | Ｘ     | Ｘ   | Ｘ         | Ｘ         | ◯        | ◯          | Ｘ     | Ｘ           | Ｘ   |      |
| 키마의 나라/ 키마 물놀이공원 Land of Chima/ Chima Water Park                  | Ｘ     | Ｘ   | ◯          | Ｘ         | ◯        | Ｘ         | Ｘ     | Ｘ           | Ｘ   |      |
| 펀 시티 Fun City                                                              | Ｘ     | Ｘ   | ◯          | Ｘ         | ◯        | Ｘ         | Ｘ     | Ｘ           | Ｘ   |      |

### 레고랜드 호텔
레고랜드 호텔 (Legoland Hotel)은 레고랜드에 하루 이상 지낼 수 있도록 만들어진 호텔 서비스이다. 유럽에서는 호텔 레고랜드 (Hotel Legoland)라고도 한다. 이 호텔의 특징은 대부분의 물건이 전부 레고로 만들어지거나 레고의 테마로 장식된 호텔이다. 별로 레고같이 장난스러운 것들이 없는 비즈니스 방부터 어린이들이 좋아할 테마가 가득한 어드벤처 방까지 다양한 종류의 방들을 가진 것도 특징이다.

### 레고랜드 홀리데이 빌리지
레고랜드 홀리데이 빌리지 (Legoland Holiday Village)는 캠핑이나 자연을 더 택하는 관람자들을 위한 장소이다. 레고랜드 호텔은 굉장히 도시적인 느낌을 주는 방면, 홀리데이 빌리지는 주로 풀이랑 통나무집들, 조용한 환경을 제공해준다. 레고랜드 놀이공원에서 조금 떨어진 곳에 있다. 캠핑 외로는 통나무집에서도 숙면할 수 있고, 레고랜드 호텔에서 따로 분리되어 있는 호텔 종류 하나가 여기에 있다.

## 사건
최근 전 세계의 레고랜드에서 작은 사고들이 몇 개씩 발생하기 시작했다. 2012년 상반기에 총 2번의 사건이 있었고,, 2012년 첫 3개월 안에 총 6번의 사건이 있었다고 했다.
- 2007년 4월 29일, 레고랜드 빌룬 지점에 있는 "엑스트림 레이서 (Xtreme Racer)"라는 롤러코스터에서 어느 21세 여성 승무원이 승객의 지갑이 롤러코스터를 타는 동안 잃어버려, 가지러 가다가 달리고 있는 롤러코스터에 치여 즉사했다. 이 일은 레고랜드 역사상 최초의 사고였으며, 덴마크와 유럽에서 유명한 놀이공원 사건으로 알려져 있다. 사건 이후로 레고랜드는 계속 운영했지만 사고가 난 롤러코스터는 경찰들의 수색으로 인하여 잠시 중단했다.[47]
- 2011년 4월 1일, 레고랜드 윈저 지점에서 테마쇼를 준비하기 위해 연습을 하던 22세 남성 승무원이 실수로 큰 공중제비를 하다가 머리부터 떨어져 큰 부상을 입었다. 그는 바로 병원으로 옮겨졌지만 테마쇼는 중단되었고 놀이공원 전체가 며칠 동안 문을 닫았다.[48]

## 같이 보기
- 레고
- 테마파크
- 놀이공원